# 威廉·彼得松-贝耶
奥洛夫·威廉·彼得松-贝耶（瑞典語：Olof Wilhelm Peterson-Berger；1867年2月27日—1942年12月3日），瑞典作曲家，文学家，音乐评论家。

## 生平
彼得松-贝耶1867年出生于瑞典东北部海岸翁厄曼兰的小镇乌隆厄尔，他从母亲那里得到了最初的音乐启蒙，
七岁那年，他听见母亲在钢琴上演奏贝多芬的月光奏鸣曲，从此热爱上了音乐演奏与创作。后来他在斯德哥尔摩和德累斯顿学习。1889年，彼得松-贝耶第一次到瑞典西北部的耶姆特兰旅游，被当地的美景迷住，从此不能自拔，每年夏天都要到那里游玩。他把当地斯图尔湖上的弗勒瑟岛称为“世界上景色最优美的地方”，并于1914年在岛上建造了自己的避暑别墅。他有很多作品都受到耶姆特兰的自然、人文景观影响。他于1930年起完全定居于弗勒瑟岛。1942年，他在弗勒瑟岛对岸厄斯特松德的医院中去世。

### 音乐事业

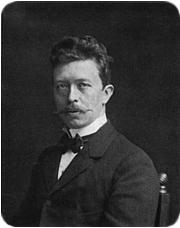
1898年的彼得松-贝耶

彼得松-贝耶从1895年起的很长一段时间内主要住在斯德哥尔摩，并从事音乐评论工作，他的乐评以语言尖锐刻薄著称，引起了很多音乐界同行的不满。他自己的音乐创作也因此受到被他攻击过的人影响。他还于1908年到1910年任斯德哥尔摩歌剧院的舞台监督。

## 风格与作品

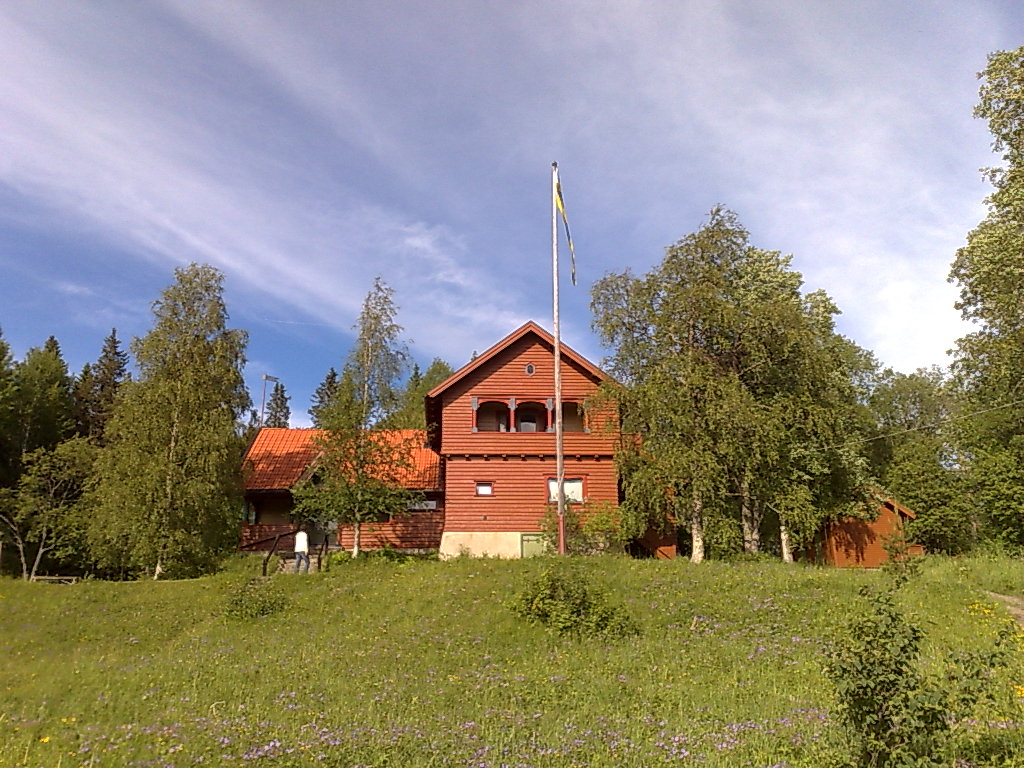
彼得松-贝耶在弗勒瑟岛的避暑别墅

彼得松-贝耶是瑞典后浪漫主义民族乐派的代表人物之一，他是瓦格纳的崇拜者，同时又深受瑞典传统音乐和文学的影响，此外爱德华·格里格的风格对其也影响甚大。其作品多为标题音乐，富于民族风格和丰富的管弦乐色彩。他的五部交响曲都有标题：第一“旗帜”，第二“南风之旅”，第三“拉普兰”，第四“斯德哥尔摩”，第五“寂寞”。此外，他的名作还有歌剧《澜》（讲述北欧海洋女神澜的传说）和《阿恩廖特》，后者后来成为了耶姆特兰地区的文化象征之一。他的小提琴协奏曲充分运用了瑞典民族风格和东方色彩强烈的五声调式，相当动听。他的三本钢琴小品集《弗勒瑟之花》风格清新明丽，旋律优美，而且适合业余爱好者演奏。他还作有大量艺术歌曲，其中不少的歌词为瑞典诗人，诺贝尔文学奖得主埃里克·阿克塞尔·卡尔费尔特所作。

## 评价
彼得松-贝耶曾经一度是最受欢迎的瑞典作曲家之一。但是后来随着雨果·阿尔芬、威尔海姆·斯丹哈默和库特·阿特伯格等新一辈瑞典作曲家的出现，他的大部分作品逐渐被听众遗忘。但是他的一些作品如《弗勒瑟之花》则依然有不少唱片版本。CPO唱片公司曾推出一套由指挥家米哈伊尔·尤洛夫斯基演绎的彼得松-贝耶管弦乐作品集。